# Daelemans
Daelemans is een Vlaamse familienaam. De naam is verwant aan familienamen Daal, Van Daal of Uyttendaele, afgeleid van "ten dale", wat staat voor dal. De naam komt in Vlaanderen vooral voor in de Vlaamse Ruit.

## Bekende personen
- Alfred Daelemans, Vlaams geestelijke
- Anja Daelemans, Belgische filmproducente
- Björn Daelemans, Belgisch voetballer
- Eva Daeleman, Vlaamse presentatrice en omroepster
- Frank Daelemans, Belgisch duivenmelker
- Jan Daelemans, Belgisch verzetsstrijder
- Walter Daelemans, Belgisch professor in de computerlinguïstiek